# Ptolémaïs Theron
Ptolémaïs Theron (en grec classique Πτολεμαῒς Θηρῶν) est une ville fondée par les Ptolémée sur les bords de la mer Rouge. Son emplacement exact est inconnu.
Strabon, dans la Géographie, la décrit comme un comptoir de chasse aux éléphants (Livre XVI, 4, 7) :

« Puis vient une autre montagne que couronne un temple d'Isis, monument de la piété de Sésostris, et qui précède une île toute plantée d'oliviers, souvent couverte par les eaux de la mer. Immédiatement après cette île, est la ville de Ptolémaïs, qui fut bâtie à proximité de la région où l'on chasse l'éléphant par un officier de Philadelphe, nommé Eumédès : envoyé exprès pour préparer cette chasse, Eumédès avait commencé par fermer secrètement au moyen d'un fossé et d'un mur une des presqu'îles de la côte, il avait ensuite désarmé par d'habiles ménagements les populations qui menaçaient de gêner son établissement, et avait réussi ainsi à se faire de voisins malveillants des amis sûrs et dévoués. »

— Strabon, traduction d'Amédée Tardieu.